# Condado de Washington (Tennessee)
O Condado de Washington é um dos 95 condados do Estado americano do Tennessee. A sede do condado é Jonesborough, e sua maior cidade é Johnson City. O condado possui uma área de 854 km² (dos quais 9 km² estão cobertos por água), uma população de 107 198 habitantes, e uma densidade populacional de 127 hab/km² (segundo o censo nacional de 2000). O condado foi fundado em 1777.